# Honda CRF 1000 L Africa Twin
Die Honda CRF 1000 L Africa Twin ist ein geländegängiges Motorrad des japanischen Herstellers Honda. Die Enduro wurde als moderne Interpretation des Vorgängermodells Honda XRV 750 Africa Twin entwickelt, die von 1990 bis 2003 verkauft wurde. Von der CRF 1000 L wurden weltweit 87.000 Stück verkauft. Die CRF 1000 L Africa Twin wird in Kumamato auf der Insel Kyūshū gefertigt.

## Bezeichnung
Der Projektname des Vorserienmodells lautete True Adventure [ˈtru: ədˈventʃəʳ] (deutsch Wahres Abenteuer). Am 12. Mai 2015 gab Honda bekannt, dass die Verkaufsbezeichnung der Serienmaschine Africa Twin [ˈæfrɪkə twɪn] lauten wird und die Markteinführung für Ende 2015 geplant ist. Die Fahrzeugbezeichnung lautet CRF 1000 L, dabei steht das Präfix CR für Cross (Motocross), das F für Four-stroke (Viertaktmotor), die Zahl benennt die Hubraumklasse in Kubikzentimeter und das L steht für liquid-cooled (Flüssigkeitskühlung). Der Werkscode SD 04 folgt der bis 2012 produzierten Honda XL 1000 V Varadero (SD 01–03). Ab dem Modelljahr 2018 trägt die CRF 1000 in allen Ausführungen den Werkscode SD 06.
Die Verkaufsbezeichnung Adventure wird bereits seit 2002 von den Konkurrenten KTM und BMW für Produktreihen verwendet.

## Prototyp
Im Juni 2014 meldete Honda ein Patent für eine außerhalb des Motorradrahmens montierte Airbox beim United States Patent and Trademark Office an, die einen schlankeren und tiefer angeordneten Kraftstofftank ermöglicht. Diese Anordnung verbessert das Fahrverhalten im Gelände, da sie den Schwerpunkt senkt und dem Fahrer ermöglicht, weiter nach vorne zu rücken, ohne dass ein ausladender Kraftstofftank den Weg versperrt.
Der Prototyp der True Adventure wurde auf der internationalen Motorradmesse EICMA am 6. November 2014 in Mailand vorgestellt. Auf der Messe war der Prototyp in Camouflage lackiert und mit Schlamm bedeckt.

### Konstruktion
Der flüssigkeitsgekühlte Zweizylindermotor erzeugt aus 998 cm³ Hubraum eine Nennleistung von 70 kW (95 PS) bei einer Drehzahl von 7500 min−1 und ein maximales Drehmoment von 98 Nm bei einer Drehzahl von 6000 min−1. Die zwei Zylinder des Parallel-Twin haben eine Bohrung von 92 mm Durchmesser, die Kolben machen einen Hub von 75,1 mm. Eine oben liegende Nockenwelle betätigt über Tassenstößel zwei Einlassventile und über Rollenkipphebel zwei Auslassventile pro Zylinder. Die Kurbelwelle ist mit 270 Grad Versatz ausgeführt. Zwei Ausgleichswellen sollen Motorvibrationen reduzieren. Eine treibt zusätzlich die Öl- und Wasserpumpe an, die zweite ist im Kupplungsgehäuse montiert.
Am Vorderrad verzögern zwei Bremsscheiben mit Antiblockiersystem. Ein (optionales) Doppelkupplungsgetriebe, wie es bereits für diverse Modelle von Honda, wie etwa für die Honda VFR 1200 X Crosstourer, erhältlich ist, macht eine manuell betätigte Kupplung überflüssig. Die auf Drahtspeichenräder aufgezogenen Reifen haben einen Durchmesser von vorn 21 und hinten 18 Zoll. Im Sekundärantrieb arbeitet eine O-Ring-Kette.
Das Motorrad beschleunigt in 3,8 Sekunden von 0 auf 100 km/h und erreicht eine Höchstgeschwindigkeit von 201 km/h. Bei einer mittleren Bremsverzögerung von 9,2 m/s² benötigt die Bremsanlage 41,9 Meter von 100 km/h bis in den Stand. Der 18,8 Liter fassende Kraftstofftank ermöglicht eine maximale Reichweite von 383 km.

## Marktpositionierung
Die CRF-Baureihe von Honda ist bereits seit Jahren erfolgreich im Enduro- und Motocross-Bereich vertreten. Die CRF1000L ist Hondas Reaktion auf die Marktentwicklung hin zu über 250 kg schweren und straßenorientierten Reiseenduros wie die BMW R 1200 GS K50, KTM 1190 Adventure, Ducati Multistrada 1200, Moto Guzzi Stelvio und Triumph Tiger Explorer. Mit einer leichteren und geländegängigeren Auslegung ist das Motorrad zwischen den Adventure-Bikes mit 800 und 1200 cm³ Hubraum positioniert und konkurriert mit der KTM 1050 Adventure und der Suzuki V-Strom 1000 ABS, die ebenfalls etwa einen Liter Hubraum haben.
Konzeptionell führt die Africa Twin das geländegängige Fahrwerk und den leichten Rahmen des Motocrossers Honda CRF450R, den hubraumerweiterten Unicam-Reihenmotor des Crossover-Bikes Honda NC 700 X und die knappe Verkleidung einer Triumph Tiger 800 zusammen.
Die 49.641 Teilnehmer der „Motorrad“-Leserwahl wählten die Africa Twin zum „Motorrad des Jahres 2017“.

## Kritiken
„Den Honda-Entwicklern ist es gelungen, den legendären Geist wieder aufzunehmen. Mit durchdachtem Konzept, bodenständiger Technik und aufs Sinnvolle reduzierter Elektronik ist auch die neue Africa Twin geworden, was die alte war: ein hervorragender Allrounder. Unkompliziert auf der Reise, solide auf der Landstraße und hervorragend im Gelände.“

“Honda has clearly been listening to owners who complain that adventure bikes are too big, and thus are too unwieldy off road. The True Adventure prototype is none of these. Taking heavy design cues from the Africa Twin, the bike looks to be nimble and on the low end of the weight scale.”

„Honda hat eindeutig Eignern zugehört, die beklagen, dass heutige Abenteuermotorräder zu groß und im Gelände folglich zu unhandlich sind. Die True Adventure ist keines von beidem. Indem deutliche Gestaltungsmerkmale der Africa Twin übernommen wurden, wirkt das Motorrad behändig und am unteren Ende der Gewichtsskala.“

“The new Africa Parallel Twin is obviously a true adventure machine, providing extra displacement, power and nerve than what the BMW F 800 GS or the Triumph Tiger XC can offer, better long-range touring and asphalt stance than bikes such as the Yamaha XT 660 Tenere or the KTM 690 Enduro, while maintaining maneuverability on very rough grounds at premium level, a thing machines like the KTM 1190 Adventure, BMW R 1200 GS, Yamaha XT 1200 Z Super Tenere and the rest of the gang (Aprilia Caponord, Moto Guzzi Stelvio or Honda’s Crosstourer) can only dream of.”

„Der neue Africa Paralleltwin ist offensichtlich eine wahre Abenteuermaschine, ausgerüstet mit mehr Hubraum, Leistung und Courage als eine BMW F 800 GS oder Triumph Tiger XC bieten kann, mit besserer Langstreckentouring- und Asphalt-Tauglichkeit als Motorräder wie die Yamaha XT 660 Z Ténéré oder die KTM 690 Enduro, dabei hohe Manövrierbarkeit auf unwegsamen Gelände bietend, eine Fähigkeit, von der Maschinen wie die KTM 1190 Adventure, BMW R 1200 GS K50, Yamaha XT 1200 Z Super Ténéré und der Rest der Gang (Aprilia ETV 1200 Caponord, Moto Guzzi Stelvio oder Honda VFR 1200 X Crosstourer) nur träumen können.“

„An dem Prototypen sind ein Twin-Motor, ein konventioneller Stahlrohrrahmen, Pro-Link Federbein und ein relativ kleiner Tank zu erkennen. Alles in allem sieht es bisher nach Hausmannskost, nach einer BMW F 800 GS-Kopie aus.“

„Die neue CRF1000L Africa Twin in kein aufgeblasenes SUV sondern knüpft an den legendären Ruf ihrer Vorgängerin, der XRV750 an. Aus Sicht der Entwickler mit einer Abstimmung von 50 % Gelände und 50 % Straße entwickelt, würde ich die Gewichtung eher noch um 10 % in Richtung Gelände verschieben. Ein Offroadmotorrad mit sehr guten Straßeneigenschaften.“

„Sie besticht durch das breite Spektrum an Fähigkeiten, durch die Summe ihrer Qualitäten, nicht eine einzelne herausragende Eigenschaft. Ist wie ihre Vorgängerin weder Rally-Rakete noch Effekthascherin. Komfortabel, sparsam, ausgewogen.“